# Lettisk gambit
Den här artikeln använder algebraisk schacknotation för att beskriva schackdragen.
Lettisk gambit är en ovanlig schacköppning som karaktäriseras av dragen:
1. e4 e5
2. Sf3 f5

## Historia
Ursprungligen hette öppningen Grecos motgambit (uppkallat efter italienaren Gioachino Greco (1600-34)), ett namn som fortfarande används ibland. Öppningen fick sitt moderna namn under FIDE-kongressen 1937 efter flera lettiska schackspelare, speciellt Kārlis Bētiņš.

## Varianter

### Frasers försvar
Frasers försvar är ett väldigt logiskt system: 3.Sxe5 Sc6. Vit accepterar bondoffret och svart försöker kontrollera centrum genom att flytta sin springare till c6.

### Polerios variant
I Polerios variant fortsätter spelet med 3.Lc4 fxe4 4.Sxe5 d5.

### Nimzowitschs variant
Nimzowitschs variant fortsätter med 3.Sxe5 Df6 4.d4 d6 5.Sc4 fxe4 6.Se3. Varianten har fått sitt namn efter den lettiske schackkspelaren Aaron Nimzowitsch.

### Behtings variant
Behtings variant fortsätter med 3.Lc4 fxe4 4.Sxe5 Dg5 5.Sf7 Dxg2 6.Tf1 d5 7.Sxh8 Sf6.